# UCI Amèrica Tour 2009-2010
L'UCI Amèrica Tour 2009-2010 va ser la sisena edició de l'UCI Amèrica Tour, un dels cinc circuits continentals de ciclisme de la Unió Ciclista Internacional. Estava formada per trenta-quatre proves, organitzades entre el 4 d'octubre de 2009 i el 12 de setembre de 2010 a Amèrica.

## Evolució del calendari

### Octubre de 2009
| Data | Cursa             | País      | Cat. | Vencedor          | Equip            |
| ---- | ----------------- | --------- | ---- | ----------------- | ---------------- |
| 4-10 | Volta a Chihuahua | Mèxic     | 2.2  | Óscar Sevilla     | Rock Racing      |
| 20-1 | Volta a Guatemala | Guatemala | 2.2  | Juan Carlos Rojas | Plycem-JPS-Orbea |

### Novembre de 2009
| Data  | Cursa             | País    | Cat. | Vencedor         | Equip                                           |
| ----- | ----------------- | ------- | ---- | ---------------- | ----------------------------------------------- |
| 1-8   | Volta a Bolívia   | Bolívia | 2.2  | Gregorio Ladino  | Tecos de la Universidad Autónoma de Guadalajara |
| 21-29 | Volta a l'Equador | Equador | 2.2  | Fernando Camargo | Boyacá es Para Vivirla                          |
| 24-29 | Volta a Chiapas   | Mèxic   | 2.2  | Libardo Niño     | EBSA Colombia                                   |

### Desembre de 2009
| Data  | Cursa              | País       | Cat. | Vencedor       | Equip                          |
| ----- | ------------------ | ---------- | ---- | -------------- | ------------------------------ |
| 16-28 | Volta a Costa Rica | Costa Rica | 2.2  | Janier Acevedo | Greatwall-Indeportes Antioquia |

### Gener
| Data  | Cursa            | País      | Cat. | Vencedor        | Equip              |
| ----- | ---------------- | --------- | ---- | --------------- | ------------------ |
| 13-24 | Volta al Táchira | Veneçuela | 2.2  | José Rujano     | Gobierno Del Zulia |
| 18-24 | Tour de San Luis | Argentina | 2.1  | Vincenzo Nibali | Liquigas-Doimo     |

### Febrer
| Data  | Cursa                             | País                 | Cat. | Vencedor                  | Equip                                     |
| ----- | --------------------------------- | -------------------- | ---- | ------------------------- | ----------------------------------------- |
| 9-21  | Volta a Cuba                      | Cuba                 | 2.2  | Arnold Alcolea            | Equip nacional de Cuba                    |
| 16-21 | Rutes d'Amèrica                   | Uruguai              | 2.2  | Hernán Cline              | Alas Rojas Santa Lucia                    |
| 21-28 | Volta a la Independència Nacional | República Dominicana | 2.2  | Augusto Sánchez Beriguete | Equip nacional de la República Dominicana |

### Març
| Data  | Cursa                          | País    | Cat. | Vencedor           | Equip                  |
| ----- | ------------------------------ | ------- | ---- | ------------------ | ---------------------- |
| 15-19 | Giro a l'Interior de São Paulo | Brasil  | 2.2  | Renato Seabra      | Clube DataRo           |
| 26-4  | Volta a Uruguai                | Uruguai | 2.2  | Richard Mascarañas | Alas Rojas Santa Lucia |

### Abril
| Data  | Cursa                  | País         | Cat. | Vencedor        | Equip            |
| ----- | ---------------------- | ------------ | ---- | --------------- | ---------------- |
| 14-18 | Volta de Gravataí      | Brasil       | 2.2  | Jaime Castañeda | EPM-UNE          |
| 18    | Tour de Battenkill     | Estats Units | 1.2  | Brian Jensen    | TradeWind Energy |
| 18-25 | Volta a Mèxic          | Mèxic        | 2.2  | Óscar Sevilla   | Rock Racing      |
| 21-25 | Tour de Santa Catarina | Brasil       | 2.2  | Stíver Ortiz    | EPM-UNE          |

### Maig
| Data  | Cursa                                                 | País         | Cat. | Vencedor       | Equip                      |
| ----- | ----------------------------------------------------- | ------------ | ---- | -------------- | -------------------------- |
| 8     | Campionats Panamericans de ciclisme en contrarellotge | Mèxic        | CC   | Iván Casas     | Equip nacional de Colòmbia |
| 10    | Campionats Panamericans de ciclisme en cursa en línia | Mèxic        | CC   | Carlos Oyarzún | Equip nacional de Xile     |
| 12-16 | Doble Sucre Potosi GP Cemento Fancesa                 | Bolívia      | 2.2  | Óscar Soliz    | EBSA                       |
| 16-23 | Volta a Califòrnia                                    | Estats Units | 2.HC | Michael Rogers | HTC-Columbia               |

### Juny
| Data  | Cursa                                   | País         | Cat.   | Vencedor           | Equip                      |
| ----- | --------------------------------------- | ------------ | ------ | ------------------ | -------------------------- |
| 2-6   | Volta al Paranà                         | Brasil       | 2.2    | Marco Arriagada    | Funvic-Pindamonhangaba     |
| 3-6   | Copa de les Nacions Vila Saguenay       | Canadà       | 2.Ncup | Luka Mezgec        | Equip nacional d'Eslovènia |
| 6     | Clásico San Antonio de Padua Guayama    | Puerto Rico  | 1.2    | Alexander González | Triple-S                   |
| 6     | Philadelphia International Championship | Estats Units | 1.HC   | Matthew Goss       | HTC-Columbia               |
| 12    | Chrono Gatineau                         | Canadà       | 1.2    | Benjamin Day       | Fly V Australia            |
| 13    | Air Force Cycling Classic Crystal Cup   | Estats Units | 1.2    | Jake Keough        | UnitedHealthcare-Maxxis    |
| 15-20 | Tour de Beauce                          | Canadà       | 2.2    | Benjamin Day       | Fly V Australia            |
| 30-11 | Volta a Veneçuela                       | Veneçuela    | 2.2    | Tomás Gil          | Lotería del Táchira        |

### Juliol
| Data  | Cursa             | País   | Cat. | Vencedor         | Equip                      |
| ----- | ----------------- | ------ | ---- | ---------------- | -------------------------- |
| 10-18 | Tour de Martinica | França | 2.2  | Miyataka Shimizu | Bridgestone Anchor         |
| 28-1  | Tour de Rio       | Brasil | 2.2  | Tomas Alberio    | Trevigiani Dynamon Bottoli |

### Agost
| Data | Cursa             | País     | Cat. | Vencedor          | Equip                   |
| ---- | ----------------- | -------- | ---- | ----------------- | ----------------------- |
| 1-15 | Volta a Colòmbia  | Colòmbia | 2.2  | Sergio Henao      | Indeportes Antioquia    |
| 6-15 | Tour de Guadalupe | França   | 2.1  | Francisco Mancebo | Heraklion Kastro-Murcia |

### Setembre
| Data  | Cursa              | País         | Cat. | Vencedor        | Equip     |
| ----- | ------------------ | ------------ | ---- | --------------- | --------- |
| 11-12 | Univest Grand Prix | Estats Units | 1.2  | Jonas Ahlstrand | CykelCity |

### Proves anul·lades
| Data          | Cursa                                        | País         | Cat. |
| ------------- | -------------------------------------------- | ------------ | ---- |
| 6-7 febrer    | Rutas de Mendoza                             | Argentina    | 2.2  |
| 20-25 abril   | Volta a Geòrgia                              | Estats Units | 2.HC |
| 25-30 maig    | Vuelta Internacional del Café                | Veneçuela    | 2.2  |
| 4 juliol      | U.S. Cycling Open                            | Estats Units | 1.2  |
| 7-12 agost    | Tour de Nova York                            | Estats Units | 2.2  |
| 22-29 agost   | Tour de Brasil-Volta de l'Estat de São Paulo | Brasil       | 2.2  |
| 30-5 setembre | Tour de Missouri                             | Estats Units | 2.2  |

## Classificacions
- Font: UCI America Tour Arxivat 2015-12-22 a Wayback Machine.

| #   | Ciclista                    | País                    | Punts |
| 1.  | Gregorio Ladino (COL)       | -                       | 239   |
| 2.  | Óscar Sevilla (ESP)         | -                       | 186   |
| 3.  | Arnold Alcolea (CUB)        | -                       | 176   |
| 4.  | José Alarcón (VEN) *        | -                       | 160   |
| 5.  | Óscar Soliz (BOL)           | -                       | 138   |
| 6.  | Libardo Niño (COL)          | -                       | 136   |
| 7.  | Richard Mascarañas (URU)    | -                       | 136   |
| 8.  | Francisco Mancebo (ESP)     | Heraklion Kastro-Murcia | 132   |
| 9.  | José Alirio Contreras (VEN) | -                       | 119   |
| 10. | Carlos Oyarzún (CHI)        | -                       | 116   |

| #   | Equip                         | País         | Punts  |
| 1.  | Funvic-Pindamonhangaba        | Brasil       | 347    |
| 2.  | SpiderTech-Planet Energy      | Canadà       | 316    |
| 3.  | UNE-EPM                       | Colòmbia     | 268    |
| 4.  | Androni Giocattoli-Serramenti | Itàlia       | 212    |
| 5.  | Heraklion Kastro-Murcia       | Grècia       | 198    |
| 6.  | Fly V Australia               | Austràlia    | 190    |
| 7.  | Burgos 2016-Castilla y León   | Espanya      | 145,66 |
| 8.  | Team Type 1                   | Estats Units | 134    |
| 9.  | Scott-Marcondes Cesar         | Brasil       | 131    |
| 10. | UnitedHealthcare-Maxxis       | Estats Units | 121    |

| #   | País         | Punts   |
| 1.  | Colòmbia     | 1455,06 |
| 2.  | Veneçuela    | 1068,6  |
| 3.  | Estats Units | 846,5   |
| 4.  | Canadà       | 681     |
| 5.  | Brasil       | 487     |
| 6.  | Argentina    | 434     |
| 7.  | Costa Rica   | 415,3   |
| 8.  | Uruguai      | 369     |
| 9.  | Cuba         | 307     |
| 10. | Xile         | 264     |

| #   | País (Sub-23)         | Punts  |
| 1.  | Veneçuela             | 416    |
| 2.  | Estats Units          | 352,66 |
| 3.  | Colòmbia              | 345    |
| 4.  | Costa Rica            | 166,64 |
| 5.  | Canadà                | 159    |
| 6.  | Antilles Neerlandeses | 118    |
| 7.  | Brasil                | 76     |
| 8.  | Argentina             | 75     |
| 9.  | Belize                | 56     |
| 10. | Uruguai               | 52     |